# Frank E. Peretti
Frank Edward Peretti (Lethbridge, Alberta, Kanada 1951. január 13. –) amerikai író, több könyve is szerepelt a New York Times bestsellerlistáján, főképp keresztény témában ír, természetfeletti dolgokról. Műveit a világon több mint 12 millió példányban nyomtatták ki, legismertebb regényei Ez élet sötétsége (1986) és Az eskü (1995). Peretti vezetett keresztény házi csoportot az amerikai Assemblies of God pünkösdi felekezetnél, korábban pedig bendzsón játszott a Northern Cross nevű bluegrass együttesben. Jelenleg feleségével, Barbara Jeannel él Idaho állam északi részében.

## Életrajz
Peretti Kanadában született, de Seattle-ben nevelkedett. Már gyerekkorában is megmutatkoztak elbeszélői készségei, mikor főleg szomszédainak és testvéreinek mesélt. A gimnázium befejezése után bendzsósként saját együttest alapított. Később angol irodalmat tanult, majd forgatókönyveket írt az UCLA cégnél. Később apja keresztény csoportját vezette 1983-ig, mikor feladta a pásztori pozícióját és megpróbált alkalmi munkákból megélni.

### Korai írói karrierje
Amíg egy 1985-ben egy sífelszerelést gyártó vállalatnál dolgozott, megírta és kiadta a később nagy sikert hozó The Door in the Dragon's Throat című gyermekregényt. Egy évvel később adta ki legismertebb művét, az Ez élet sötétsége című regényt. Ez a könyv nem lett azonnal sikeres, de később felkerült a Keresztény Könyvkereskedők Top 10-es listájára, ahol több mint 150 hétig megőrizte pozícióját. Mostanáig több mint 2 millió példányban kelt el. Peretti e jeles könyv után 1989-ben írta meg a folytatást Áttörés a sötétségen címmel. A két művet együtt több mint 3,5 millió példányban adták el.
Peretti, az első munkájának (The Door in the Dragon's Throat) szereplőit használva megírta a The Cooper Kids Adventure sorozatot. Kiadója három könyvet jelentetett meg a sorozatából.
Az 1990-es években, Peretti teljes munkaidőben kezdett írni. Ekkor írta a Próféta (1992), Az eskü (1995) valamint a Látogatás (1999) című könyveit, ez után pedig írt további négy részt a The Cooper Kids Adventure-hoz.

## Művei

### Regények
- Ez élet sötétsége (This Present Darkness) (1986)
- Áttörés a sötétségen (Piercing the Darkness) (1989)
- Próféta (Prophet) (1992)
- Az eskü (The Oath) (1995)
- Látogatás (The Visitation) (1999)
- Szörny (Monster) (2005)
- House (2006) Ted Dekkerrel)

### AVeritas Projectsorozat
- Hangman's Curse (2001)
- Nightmare Academy (2002)

### AThe Cooper Kids Adventuresorozat
- The Door In The Dragon's Throat (1985)
- Escape From The Island Of Aquarius (1986)
- The Tombs Of Anak (1987)
- Trapped At The Bottom Of The Sea (1988)
- The Secret Of The Desert Stone (1995)
- The Deadly Curse Of Toco-Rey (1996)
- The Legend Of Annie Murphy (1996)
- Mayday At Two Thousand Five Hundred (korábban Flying Blind néven volt ismert) (1997)

### Egyéb regények
- The Wounded Spirit (2000)
- No More Victims (2001)
- No More Bullies (2003)
- Tilly (1998)
- All Is Well: The Miracle of Christmas in July (2003)

## Magyarul
- Ez élet sötétsége; ford. Vékey Ádám; Hit Gyülekezete, Bp., 1990
- Áttörés a sötétségen; ford. Lukács Tibor; Amana, Bp., 1995
- Próféta; ford. Rácz Roland; Amana, Bp., 1996
- Az eskü; ford. Gál Csaba; Amana7, Bp., 2000
- Tilly; ford. Kállainé Falus Eszter; Harmat, Bp., 2001
- A látogatás; ford. György Ákos; Hajnalcsillag, Bp., 2003
- Vakrepülés; ford. Királyné Ficsor Lilla; Wesley, Bp., 2007
- Ez élet sötétsége. Két világ, egy háború; ford. Vékey Ádám, átdolg. Surjányi Dávid; 2. jav., jubileumi kiad.; Patmos Records, Bp., 2015 + CD

## Fordítás
- Ez a szócikk részben vagy egészben  a   Frank E. Peretti című angol Wikipédia-szócikk fordításán alapul.  Az eredeti cikk szerkesztőit annak laptörténete sorolja fel. Ez a jelzés csupán a megfogalmazás eredetét és a szerzői jogokat jelzi, nem szolgál a cikkben szereplő információk forrásmegjelöléseként.